# Beaupouyet
Beaupouyet est une commune française située dans le département de la Dordogne, en région Nouvelle-Aquitaine.

## Géographie

### Généralités
La commune, traversée par le 45e parallèle nord, est de ce fait située à égale distance du pôle Nord et de l'équateur terrestre (environ 5 000 km).
Dans l'ouest du département de la Dordogne, Beaupouyet est une commune du Landais bordée par le Martarieux.
À l'écart des routes principales, le petit bourg de Beaupouyet se trouve, en distances orthodromiques, huit kilomètres à l'ouest-sud-ouest de Mussidan et neuf kilomètres à l'est de Montpon-Ménestérol.
Le nord de la commune est traversé par l'autoroute A89 dont l'échangeur le plus proche du bourg (no 13 Mussidan) est distant de onze kilomètres par la route. Encore plus au nord, le territoire communal est traversé par la ligne ferroviaire Bordeaux-Périgueux dont la gare la plus proche est celle de Mussidan, à huit kilomètres par la route.

### Communes limitrophes
Beaupouyet est limitrophe de sept autres communes, dont Fraisse au sud-est sur environ 200 mètres.
| Saint-Martial-d'Artenset | Saint-Laurent-des-Hommes | Saint-Médard-de-Mussidan |
|                          | Beaupouyet               | Saint-Géry               |
| Saint-Sauveur-Lalande    | Saint-Géraud-de-Corps    | Fraisse                  |

### Géologie et relief

#### Géologie
Situé sur la plaque nord du Bassin aquitain et bordé à son extrémité nord-est par une frange du Massif central, le département de la Dordogne présente une grande diversité géologique. Les terrains sont disposés en profondeur en strates régulières, témoins d'une sédimentation sur cette ancienne plate-forme marine. Le département peut ainsi être découpé sur le plan géologique en quatre gradins différenciés selon leur âge géologique. Beaupouyet est située dans le quatrième gradin à partir du nord-est, un plateau formé de dépôts siliceux-gréseux et de calcaires lacustres de l'ère tertiaire.
Les couches affleurantes sur le territoire communal sont constituées de formations superficielles du Quaternaire et de roches sédimentaires datant du Cénozoïque. La formation la plus ancienne, notée e5-6, est la formation de Guizengeard supérieur (Lutétien supérieur à Bartonien supérieur continental). La formation la plus récente, notée CFp, fait partie des formations superficielles de type colluvions indifférenciées de versant, de vallon et plateaux issues d'alluvions, molasses, altérites. Le descriptif de ces couches est détaillé dans  les feuilles « no 781 - Montpon-Ménestérol » et « no 805 - Sainte-Foy-la-Grande » de la carte géologique au 1/50 000 de la France métropolitaine, et leurs notices associées,.

Carte géologique de Beaupouyet.

#### Relief et paysages
Le département de la Dordogne se présente comme un vaste plateau incliné du nord-est (491 m, à la forêt de Vieillecour dans le Nontronnais, à Saint-Pierre-de-Frugie) au sud-ouest (2 m à Lamothe-Montravel). L'altitude du territoire communal varie quant à elle entre 38 m et 139 m,.
Dans le cadre de la Convention européenne du paysage entrée en vigueur en France le 1er juillet 2006, renforcée par la loi du 8 août 2016 pour la reconquête de la biodiversité, de la nature et des paysages, un atlas des paysages de la Dordogne a été élaboré sous maîtrise d’ouvrage de l’État et publié en octobre 2020. Les paysages du département s'organisent en huit unités paysagères et 14 sous-unités. La commune fait partie du Landais, au sein de l'unité de paysage « La Double et le Landais », deux plateaux ondulés, dont la pente générale descend de l'est vers l'ouest. À l'est, les altitudes atteignent ainsi les 200 m pour les plus élevées (206 m au sud de Vallereuil). Vers l'ouest, le relief s’adoucit et les altitudes maximales culminent autour des 100 mètres. Les paysages sont forestiers aux horizons limités, avec peu de repères, ponctués de clairières agricoles habitées.
La superficie cadastrale de la commune publiée par l'Insee, qui sert de référence dans toutes les statistiques, est de 22,63 km2,,. La superficie géographique, issue de la BD Topo, composante du Référentiel à grande échelle produit par l'IGN, est quant à elle de 23,11 km2.

### Hydrographie

#### Réseau hydrographique
La commune est située dans le bassin de la Dordogne au sein du Bassin Adour-Garonne. Elle est drainée par le Martarieux, le Tord, le Pazaillac, et par divers petits cours d'eau, qui constituent un réseau hydrographique de 44 km de longueur totale,.
Le Martarieux, d'une longueur totale de 13,57 km, prend sa source dans la commune de Fraisse et se jette dans l'Isle en rive gauche à Saint-Laurent-des-Hommes,. Arrosant la commune sur neuf kilomètres, il en marque la limite à l'est et au nord-est sur huit kilomètres, face à Saint-Géry et Saint-Médard-de-Mussidan.
Le Tord, d'une longueur totale de 11,5 km, prend sa source dans la commune de Saint-Géraud-de-Corps et se jette dans la Lidoire en rive droite, en limite de Saint-Géraud-de-Corps et de Saint-Rémy, face à Saint-Méard-de-Gurçon,. Il borde la commune au sud sur deux kilomètres, face à Saint-Géraud-de-Corps.
Autre affluent de rive gauche de l'Isle, le Pazaillac prend sa source au sud-est du lieu-dit Lescat, dans le sud de la commune, baigne le territoire communal sur plus de sept kilomètres, servant de limite territoriale à l'ouest sur cinq kilomètres et demi face à Saint-Sauveur-Lalande et Saint-Martial-d'Artenset.

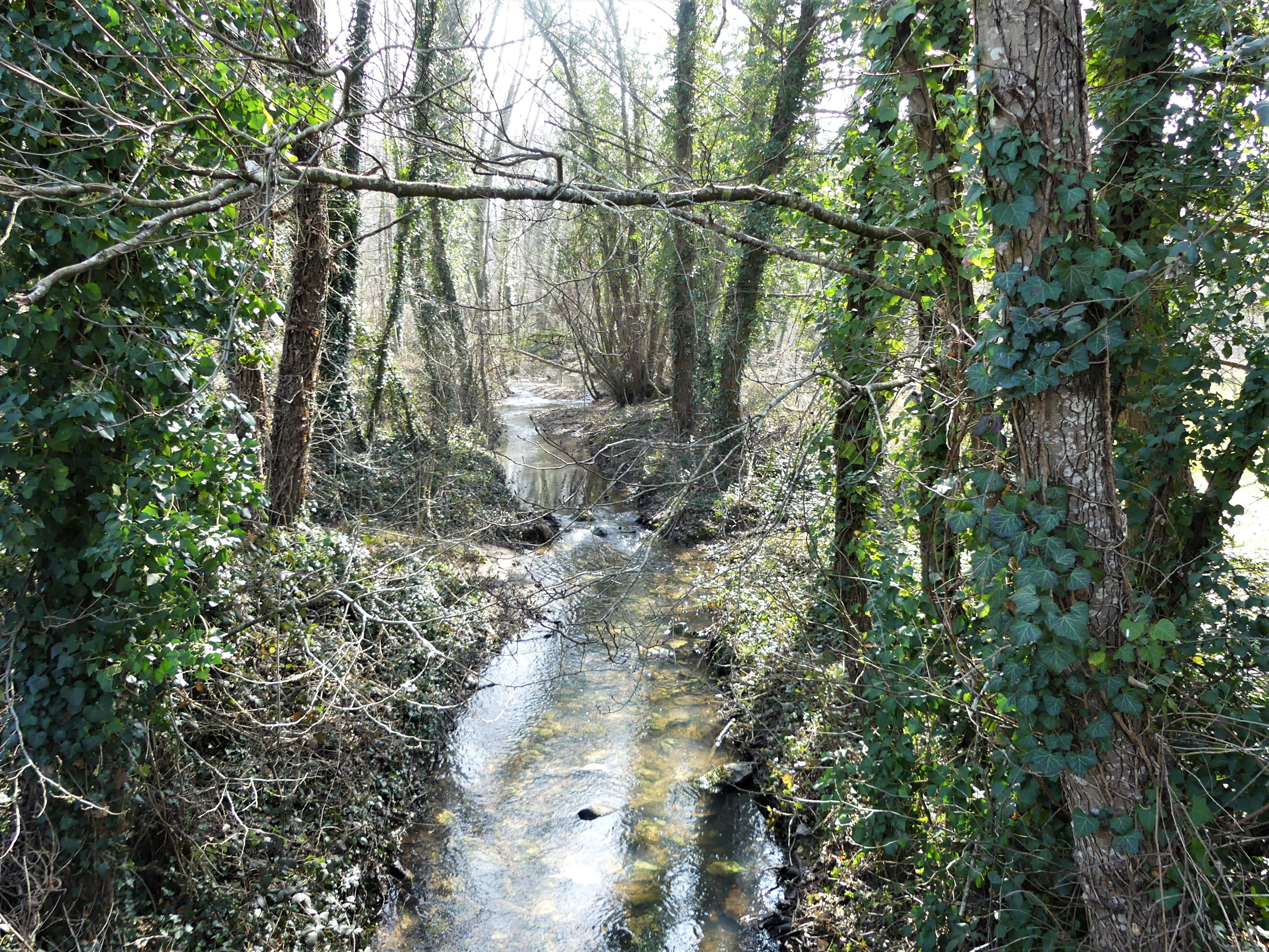
Le Martarieux au lieu-dit Perboyer, en limite de Saint-Médard-de-Mussidan (à gauche) et Beaupouyet.
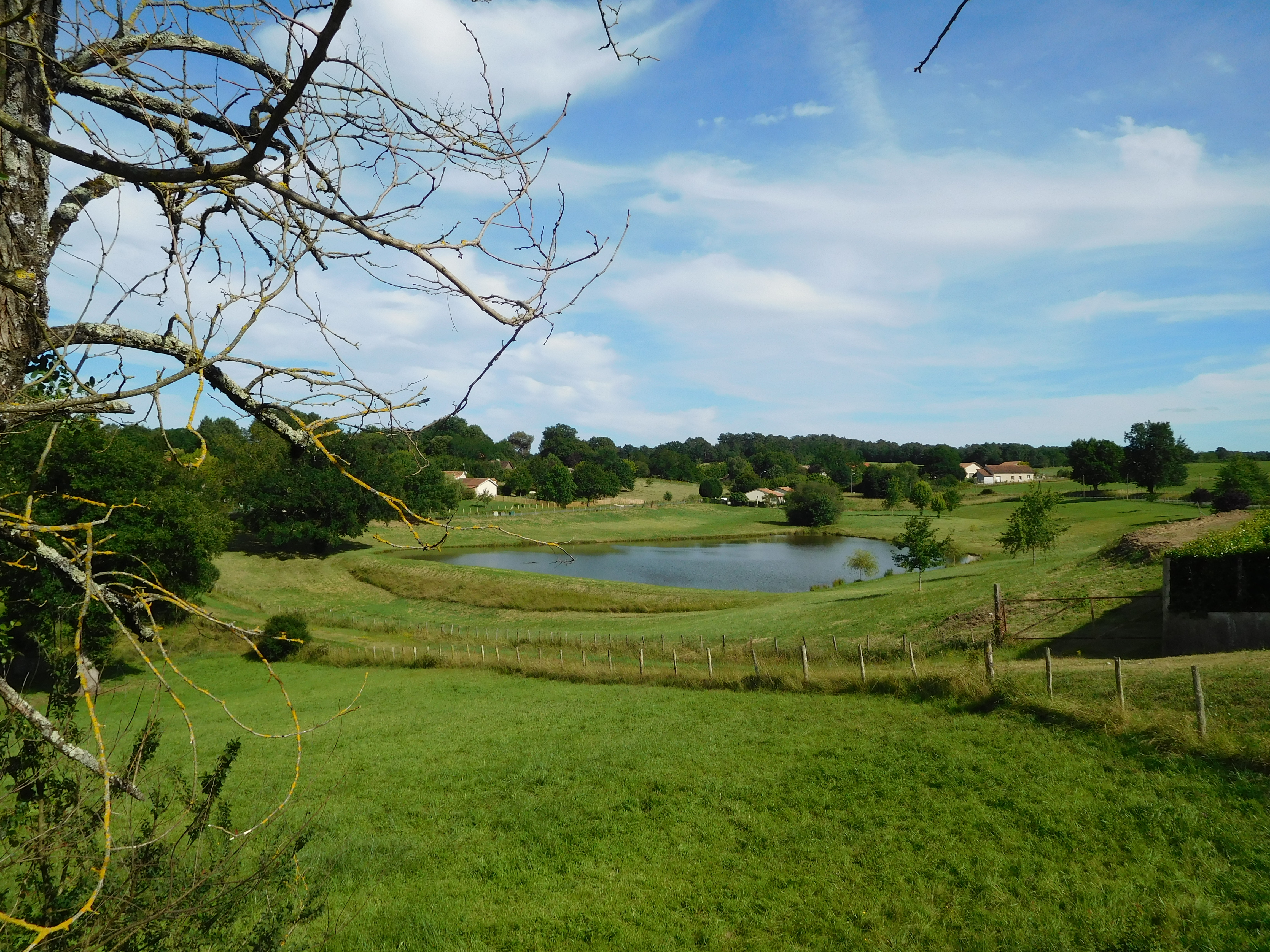
L'étang en contrebas de l'église de Beaupouyet.
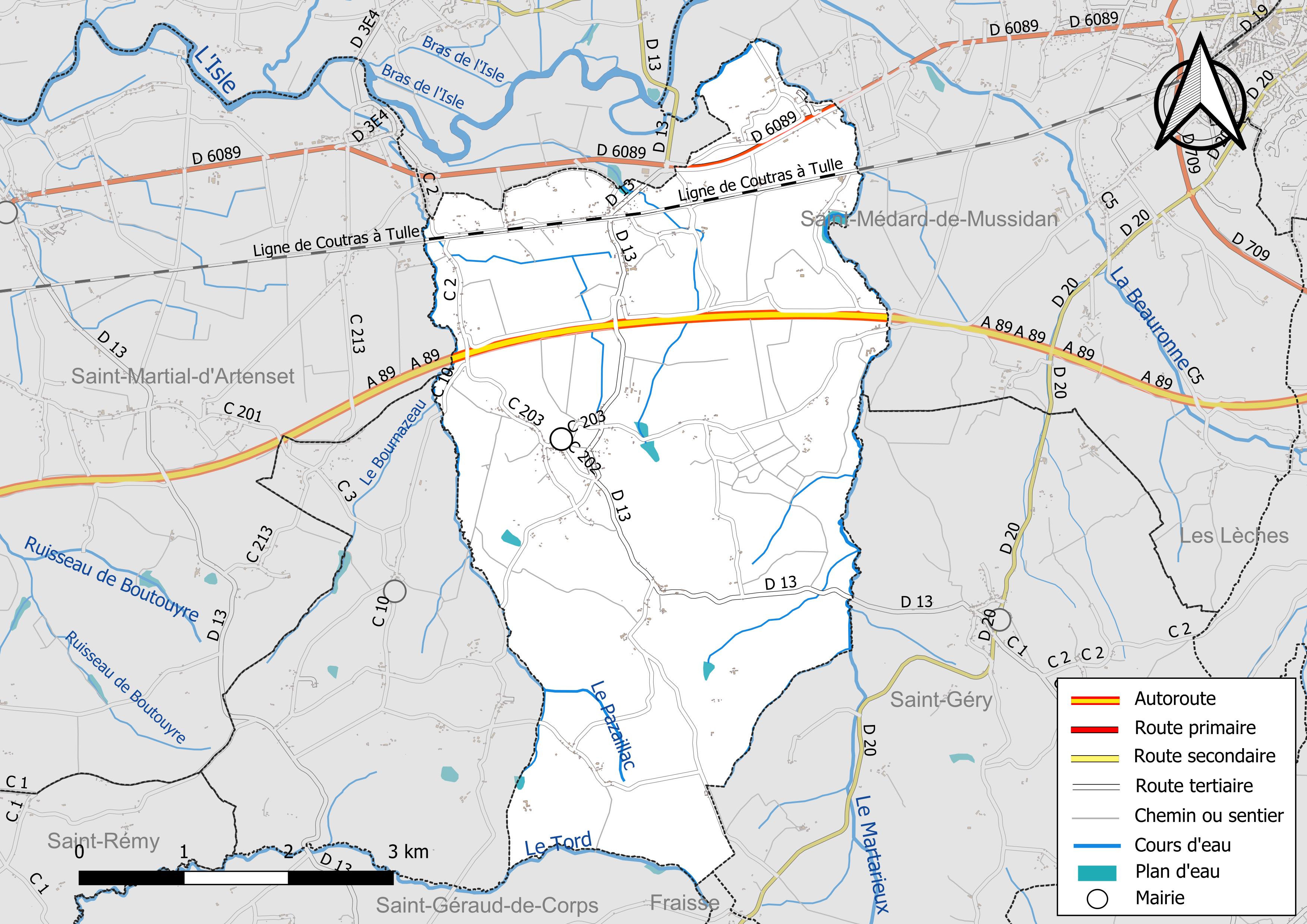
Réseaux hydrographique et routier de Beaupouyet.
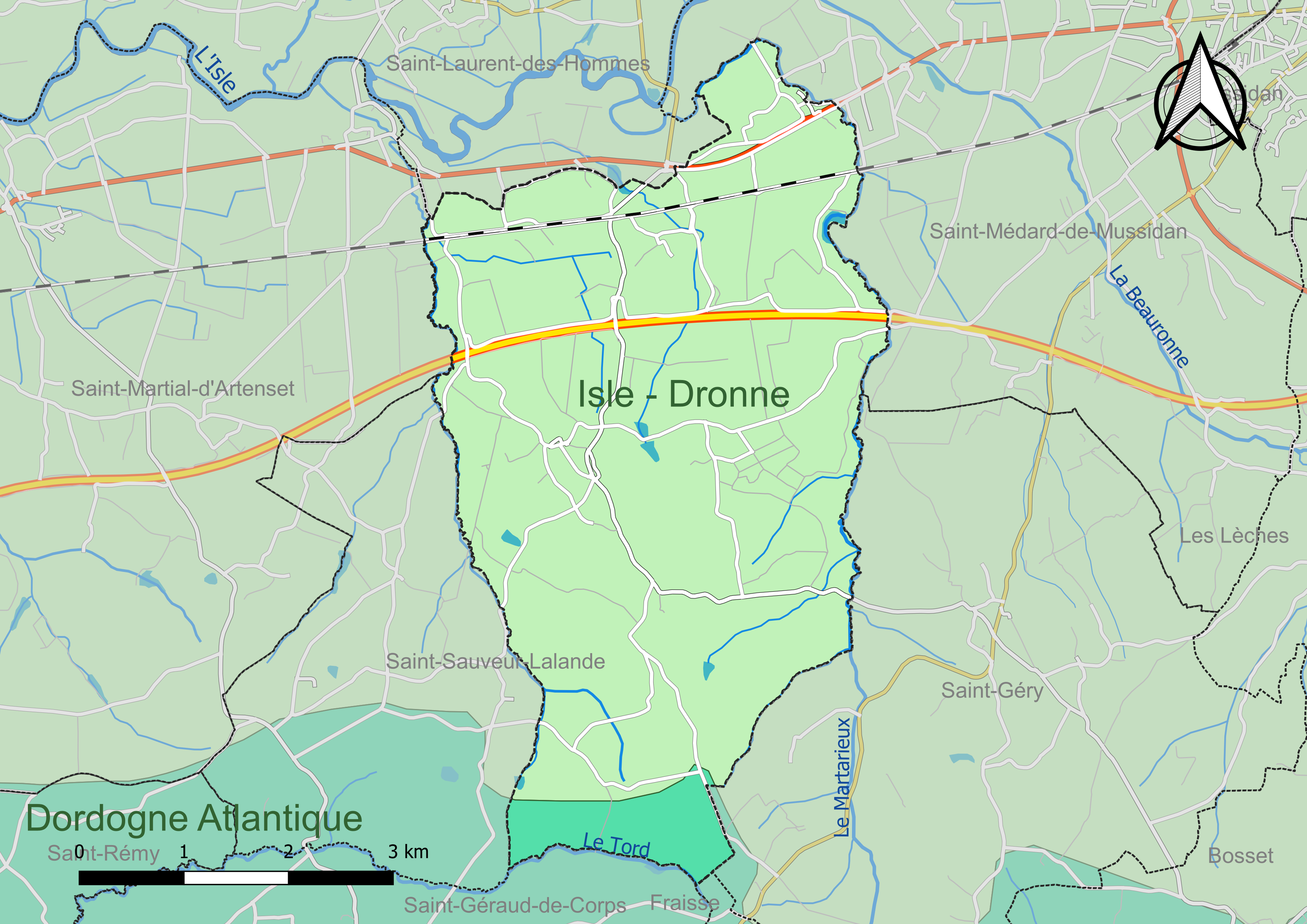
Carte des schémas d'aménagement et de gestion des eaux (SAGE) couvrant le territoire communal de Beaupouyet.

#### Gestion et qualité des eaux
Le territoire communal est couvert par les schémas d'aménagement et de gestion des eaux (SAGE) « Dordogne Atlantique » et « Isle - Dronne ». Le SAGE « Dordogne Atlantique », dont le territoire correspond au sous‐bassin le plus aval du bassin versant de la Dordogne (aval de la confluence Dordogne - Vézère)., d'une superficie de 2 700 km2 est en cours d'élaboration. La structure porteuse de l'élaboration et de la mise en œuvre est l'établissement public territorial de bassin de la Dordogne (EPIDOR). Le SAGE « Isle - Dronne », dont le territoire regroupe les bassins versants de l'Isle et de la Dronne, d'une superficie de 7 500 km2, a été approuvé le 2 août 2021. La structure porteuse de l'élaboration et de la mise en œuvre est également l'EPIDOR. Ils définissent chacun sur leur territoire les objectifs généraux d’utilisation, de mise en valeur et de protection quantitative et qualitative des ressources en eau superficielle et souterraine, en respect des objectifs de qualité définis dans le troisième SDAGE  du Bassin Adour-Garonne qui couvre la période 2022-2027, approuvé le 10 mars 2022.
La majeure partie du territoire communal concerne le SAGE Isle - Dronne, seul le bassin versant du Tord au sud, une petite portion de 5 %, étant rattachée au SAGE Dordogne Atlantique.
La qualité des eaux de baignade et des cours d’eau peut être consultée sur un site dédié géré par les agences de l’eau et l’Agence française pour la biodiversité.

### Climat
Pour des articles plus généraux, voir Climat de la Nouvelle-Aquitaine et Climat de la Dordogne.
Historiquement, la commune est exposée à un climat océanique aquitain.  
En 2020, Météo-France publie une typologie des climats de la France métropolitaine dans laquelle la commune est exposée à un climat océanique et est dans la région climatique  Aquitaine, Gascogne, caractérisée par une pluviométrie abondante au printemps, modérée en automne, un faible ensoleillement au printemps, un été chaud (19,5 °C), des vents faibles, des brouillards fréquents en automne et en hiver et des orages fréquents en été (15 à 20 jours).
Pour la période 1971-2000, la température annuelle moyenne est de 13 °C, avec  une amplitude thermique annuelle de 15,1 °C. Le cumul annuel moyen de précipitations est de 851 mm, avec 11,9 jours de précipitations en janvier et 7 jours en juillet. Pour la période 1991-2020, la température moyenne annuelle observée sur la station météorologique la plus proche, située sur la commune de Port-Sainte-Foy-et-Ponchapt à 18 km à vol d'oiseau, est de 13,8 °C et le cumul annuel moyen de précipitations est de 809,4 mm,. Pour l'avenir, les paramètres climatiques de la commune estimés pour 2050 selon différents scénarios d’émission de gaz à effet de serre sont consultables sur un site dédié publié par Météo-France en novembre 2022.

## Urbanisme

### Typologie
Au 1er janvier 2024, Beaupouyet est catégorisée commune rurale à habitat très dispersé, selon la nouvelle grille communale de densité à 7 niveaux définie par l'Insee en 2022.
Elle est située hors unité urbaine et hors attraction des villes,.

### Occupation des sols
L'occupation des sols de la commune, telle qu'elle ressort de la base de données européenne d’occupation biophysique des sols Corine Land Cover (CLC), est marquée par l'importance des forêts et milieux semi-naturels (49,6 % en 2018), en diminution par rapport à 1990 (51,3 %). La répartition détaillée en 2018 est la suivante : 
forêts (48,1 %), zones agricoles hétérogènes (43,2 %), terres arables (5,6 %), zones industrielles ou commerciales et réseaux de communication (1,7 %), milieux à végétation arbustive et/ou herbacée (1,5 %). L'évolution de l’occupation des sols de la commune et de ses infrastructures peut être observée sur les différentes représentations cartographiques du territoire : la carte de Cassini (XVIIIe siècle), la carte d'état-major (1820-1866) et les cartes ou photos aériennes de l'IGN pour la période actuelle (1950 à aujourd'hui).

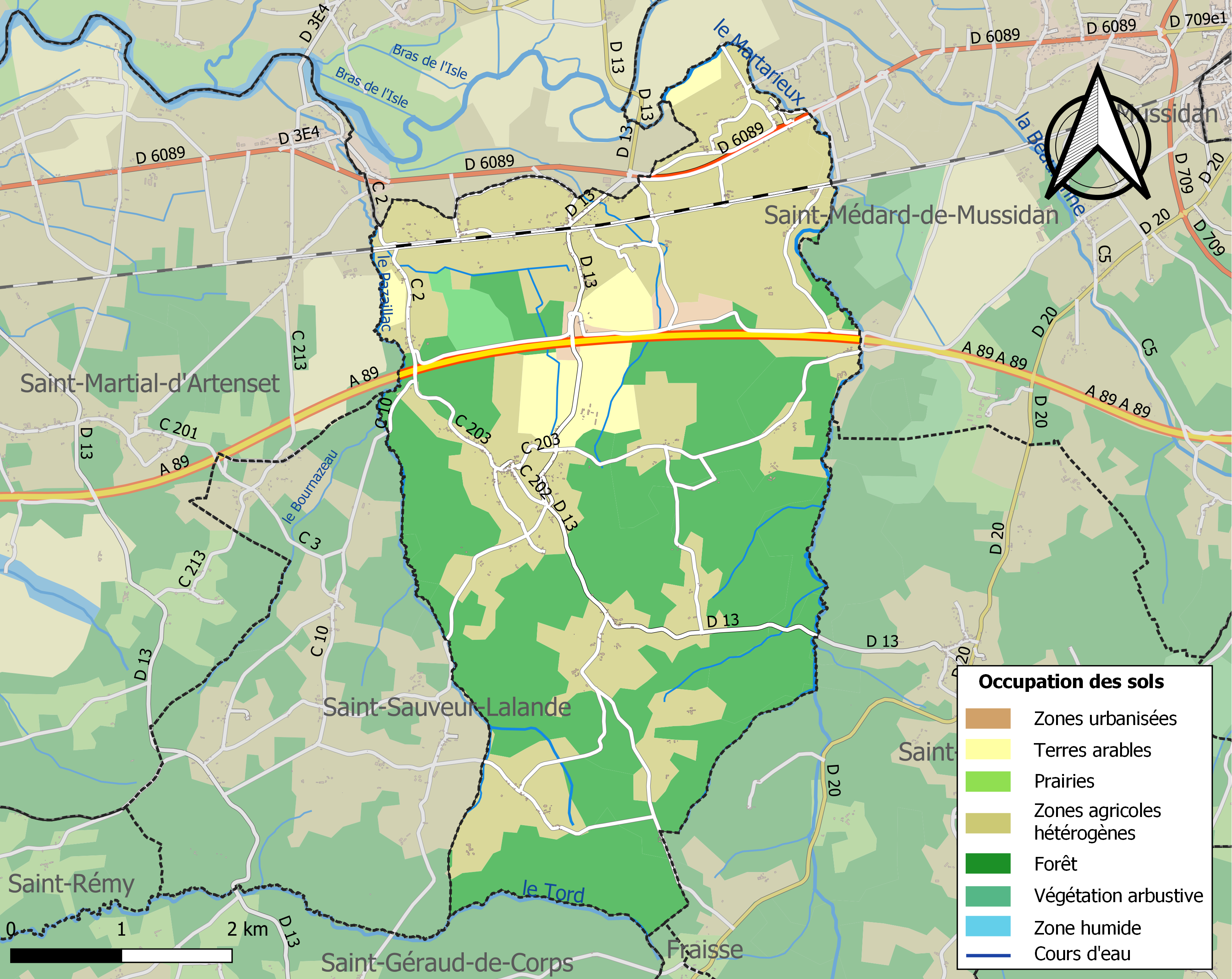
Carte des infrastructures et de l'occupation des sols de la commune en 2018 (CLC).

### Villages, hameaux et lieux-dits
Outre le bourg de Beaupouyet proprement dit, le territoire se compose d'autres villages ou hameaux, ainsi que de lieux-dits :
- les Auvergnats
- Beaumaine
- Belle Étoile
- Borros
- le Brouillaud
- Cabane Blanche
- la Charretière
- le Chêne
- le Communal
- la Croix
- le Débat
- la Faucherie
- Ferremouche
- la Font de Gurson
- la Font du Loup
- la Font de Parreloup
- la Font de Saint-Louis
- Fontaine de Bourna
- Forêt du Vignoble
- les Fournilloux
- les Goutilles
- le Grand Clos
- le Grand Pré
- la Grande Nauze
- les Grands Arbres
- Jalinière
- Jolimont
- Lafon
- la Lande
- Lescat
- Perboyer
- Petit Bost
- Petit Jolimont
- Petit Maine
- Chez Pommier
- la Providence
- le Rouilloux
- Saint-Sernin
- les Souchers
- la Tauzinade
- la Vésine
- le Vignoble.

### Prévention des risques
Le territoire de la commune de Beaupouyet est vulnérable à différents aléas naturels : météorologiques (tempête, orage, neige, grand froid, canicule ou sécheresse), inondations, feux de forêts, mouvements de terrains et séisme (sismicité très faible). Il est également exposé à un risque technologique, le transport de matières dangereuses. Un site publié par le BRGM permet d'évaluer simplement et rapidement les risques d'un bien localisé soit par son adresse soit par le numéro de sa parcelle.

#### Risques naturels
Certaines parties du territoire communal sont susceptibles d’être affectées par le risque d’inondation par débordement de cours d'eau, notamment le Tord et le Martarieux. La commune a été reconnue en état de catastrophe naturelle au titre des dommages causés par les inondations et coulées de boue survenues en 1982, 1999 et 2008,. Le risque inondation est pris en compte dans l'aménagement du territoire de la commune par le biais du plan de prévention des risques inondation (PPRI) de la « vallée de l'Isle - Mussidanais »  prescrit le 14 mai 2007 et approuvé le 6 juillet 2009, pour les crues de l'Isle,  impactant une petite zone dans le nord-est de la commune, remontant le cours du Martarieux, au lieu-dit le Chêne,.
Beaupouyet est exposée au risque de feu de forêt. L’arrêté préfectoral du 14 mars 2013 fixe les conditions de pratique des incinérations et de brûlage dans un objectif de réduire le risque de départs d’incendie. À ce titre, des périodes sont déterminées : interdiction totale du 15 février au 15 mai et du 15 juin au 15 octobre, utilisation réglementée du 16 mai au 14 juin et du 16 octobre au 14 février. En septembre 2020, un plan inter-départemental de protection des forêts contre les incendies (PidPFCI) a été adopté pour la période 2019-2029,.

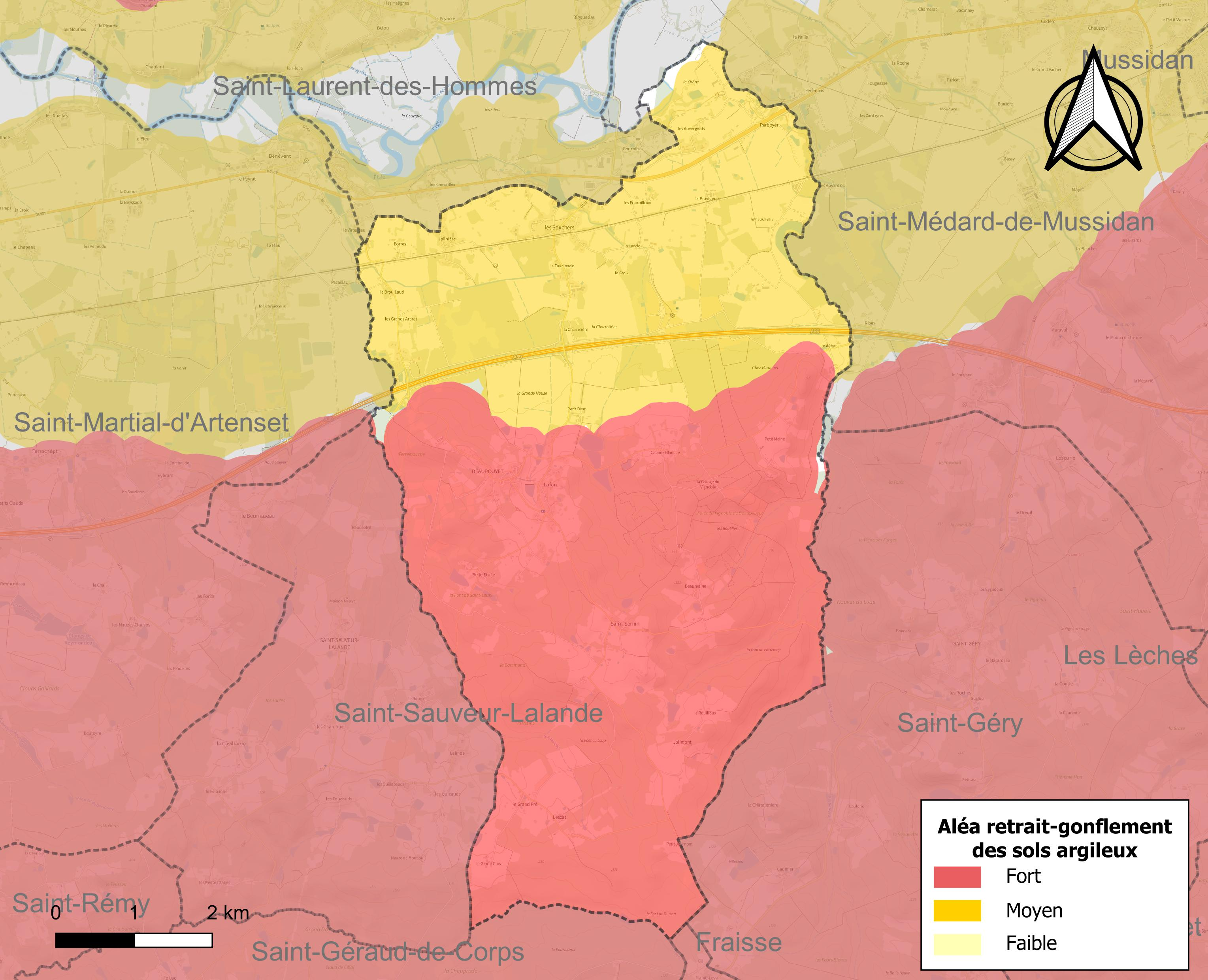
Carte des zones d'aléa retrait-gonflement des sols argileux de Beaupouyet.

Les mouvements de terrains susceptibles de se produire sur la commune sont des tassements différentiels. Le retrait-gonflement des sols argileux est susceptible d'engendrer des dommages importants aux bâtiments en cas d’alternance de périodes de sécheresse et de pluie. 99,3 % de la superficie communale est en aléa moyen ou fort (58,6 % au niveau départemental et 48,5 % au niveau national métropolitain). Depuis le 1er octobre 2020, en application de la loi ÉLAN, différentes contraintes s'imposent aux vendeurs, maîtres d'ouvrages ou constructeurs de biens situés dans une zone classée en aléa moyen ou fort,.
La commune a été reconnue en état de catastrophe naturelle au titre des dommages causés par la sécheresse en 1989, 1992, 1995, 2005 et 2011 et par des mouvements de terrain en 1999.

## Toponymie
Le nom de la localité est attesté sous la forme Bellum Podium dès 1155, (podium : petite éminence, sans doute remarquable, suivant les critères de l'époque) ; Belpojet en 1197.
Beaupouyet signifie « beau puy », c'est-à-dire « beau site élevé ». Ce toponyme est équivalent à Beaupuy, Belpech ou Betpouey.
En occitan, la commune porte le nom de Beupoiet.
Sur la planète Mars, en janvier 2021, l'une des cibles d'analyses poussées effectuées sur un affleurement rocheux par l'astromobile Curiosity de la NASA est baptisée d'après la commune, mais avec une erreur de transcription « Beaupouvet ».

## Histoire
Des traces d'occupation préhistorique, puis gallo-romaine, ont été relevées sur le territoire communal.
Les premières mentions écrites connues du lieu remontent au XIIe siècle sous les formes Bellum Podium puis « Belpoyet ». À la fin du siècle suivant, le nom évolue en « Bellum Pogets ».

## Politique et administration

### Intercommunalité
Au 1er janvier 2014, Bourgnac rejoint la communauté de communes du Mussidanais en Périgord. Celle-ci disparaît au 31 décembre 2016, remplacée au 1er janvier 2017 par la communauté de communes Isle et Crempse en Périgord.

### Administration municipale
La population de la commune étant comprise entre 100 et 499 habitants au recensement de 2017, onze conseillers municipaux ont été élus en 2020,.

### Liste des maires
| Période                                  | Période   | Identité                 | Étiquette      | Qualité                                                                                    |
| ---------------------------------------- | --------- | ------------------------ | -------------- | ------------------------------------------------------------------------------------------ |
| Les données manquantes sont à compléter. |           |                          |                |                                                                                            |
|                                          |           |                          |                |                                                                                            |
| 1944                                     | 1947      | Camille Neyraud          |                |                                                                                            |
| 1947                                     | 1971      | Charles Ollivier         | UNR            | Ingénieur agricole, agriculteur-exploitant, suppléant du député Raoul Rousseau (1958-1962) |
| 1971                                     | mars 2008 | Pierre-Hubert Lespinasse | UDR-RPR-UMP    | Entrepreneur de travaux publics                                                            |
| mars 2008 (réélu en mai 2020)            | En cours  | Jean-Luc Gross           | SE puis UMP-LR | Chef d'exploitation agricole                                                               |

### Jumelages
- Olivares de Duero (Espagne) depuis 2016[60].

## Équipements et services publics

### Justice
Dans le domaine judiciaire, Beaupouyet relève : 
- du tribunal judiciaire, du tribunal pour enfants, du conseil de prud'hommes et du tribunal de commerce de Périgueux ;
- du pôle Nationalité du tribunal judiciaire de Périgueux (compétent uniquement dans le domaine de la nationalité) ;
- de la cour d'appel, du tribunal administratif et de la  cour administrative d'appel de Bordeaux.

## Population et société

### Démographie
Les habitants de Beaupouyet se nomment les Bellipodois.
L'évolution du nombre d'habitants est connue à travers les recensements de la population effectués dans la commune depuis 1793. Pour les communes de moins de 10 000 habitants, une enquête de recensement portant sur toute la population est réalisée tous les cinq ans, les populations de référence des années intermédiaires étant quant à elles estimées par interpolation ou extrapolation. Pour la commune, le premier recensement exhaustif entrant dans le cadre du nouveau dispositif a été réalisé en 2004.

En 2022, la commune comptait 558 habitants, en évolution de +12,27 % par rapport à 2016 (Dordogne : +0,37 %, France hors Mayotte : +2,11 %).
| 1793 | 1800 | 1806 | 1821 | 1831 | 1836 | 1841 | 1846 | 1851 |
| ---- | ---- | ---- | ---- | ---- | ---- | ---- | ---- | ---- |
| 471  | 556  | 604  | 715  | 803  | 750  | 775  | 745  | 787  |

| 1856 | 1861 | 1866 | 1872 | 1876 | 1881 | 1886 | 1891 | 1896 |
| ---- | ---- | ---- | ---- | ---- | ---- | ---- | ---- | ---- |
| 815  | 821  | 795  | 758  | 802  | 831  | 785  | 743  | 681  |

| 1901 | 1906 | 1911 | 1921 | 1926 | 1931 | 1936 | 1946 | 1954 |
| ---- | ---- | ---- | ---- | ---- | ---- | ---- | ---- | ---- |
| 697  | 717  | 641  | 597  | 570  | 568  | 575  | 554  | 518  |

| 1962 | 1968 | 1975 | 1982 | 1990 | 1999 | 2004 | 2006 | 2009 |
| ---- | ---- | ---- | ---- | ---- | ---- | ---- | ---- | ---- |
| 520  | 510  | 532  | 512  | 439  | 465  | 436  | 434  | 472  |

| 2014 | 2019 | 2022 | - | - | - | - | - | - |
| ---- | ---- | ---- | - | - | - | - | - | - |
| 494  | 525  | 558  | - | - | - | - | - | - |

## Manifestations culturelles et festivités
- Floralies sur un dimanche de fin mai ou de début juin (8e édition en 2025)[66].
- Fête du village sur un week-end début août[67].

## Économie

### Emploi
En 2015, parmi la population communale comprise entre 15 et 64 ans, les actifs représentent 222 personnes, soit 45,2 % de la population municipale. Le nombre de chômeurs (dix-neuf) a augmenté par rapport à 2010 (quatorze) et le taux de chômage de cette population active s'établit à 8,5 %.

### Établissements
Au 31 décembre 2013, la commune compte quarante-neuf établissements, dont seize dans l'agriculture, la sylviculture ou la pêche, quatorze au niveau des commerces, transports ou services, dix dans la construction, cinq dans l'industrie, et quatre relatifs au secteur administratif, à l'enseignement, à la santé ou à l'action sociale.

### Centrale solaire
En novembre 2017 est inaugurée la centrale photovoltaïque de la Croix. Elle est composée de 20 768 panneaux représentant une surface photovoltaïque de 33 787 m2 sur un site de onze hectares, et présente une puissance installée de six mégawatts permettant l'alimentation de vingt mille habitants (hors chauffage).

## Culture locale et patrimoine

### Lieux et monuments
- Église Notre-Dame-de-la-Nativité, romane du XIIe siècle, dont le chœur est inscrit au titre des monuments historiques en 1948[72]. Hormis les façades, l'ensemble de l'église a fait l'objet d'une restauration de 2022 à 2024[73].

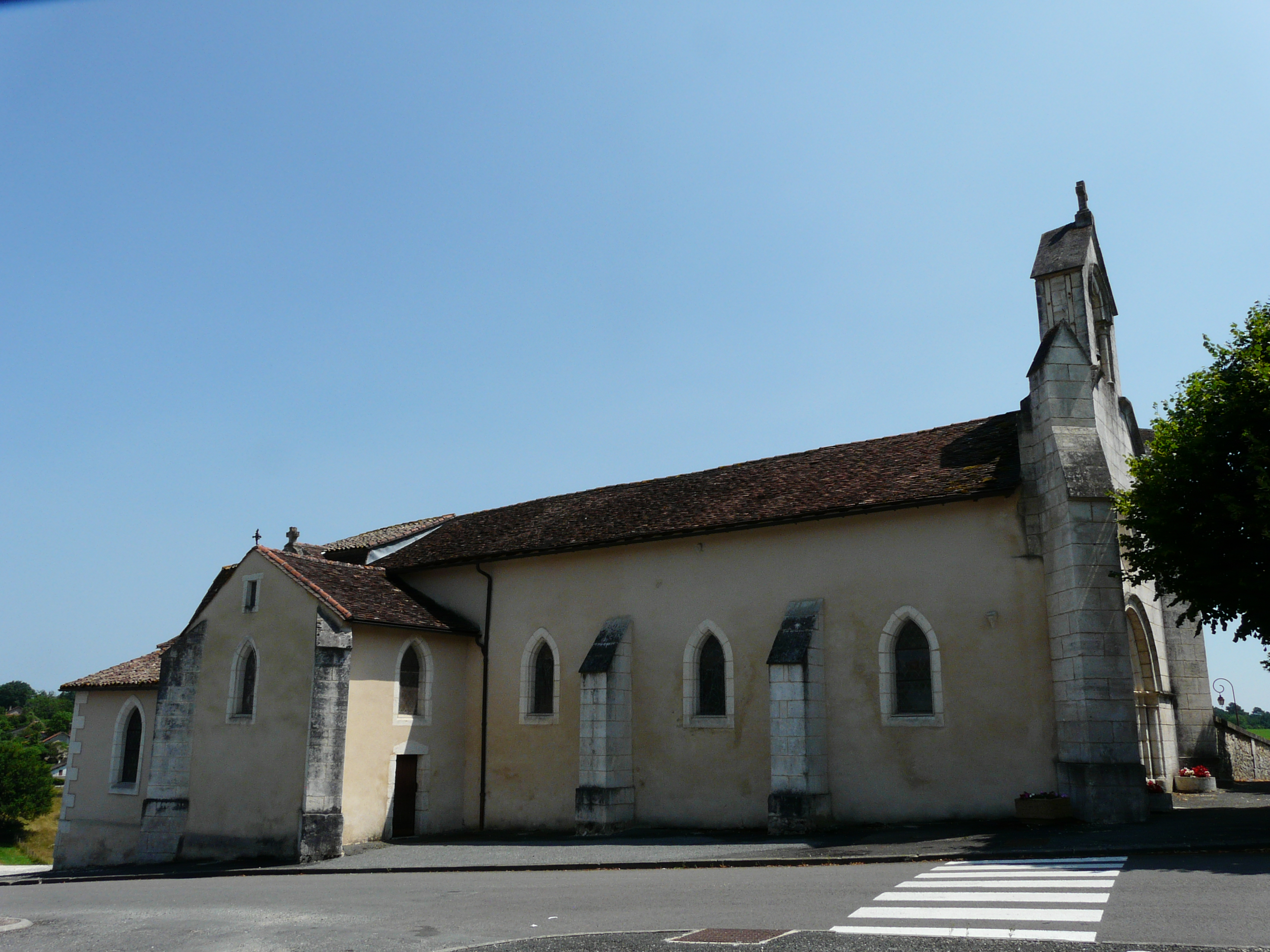
L'église Notre-Dame-de-la-Nativité.
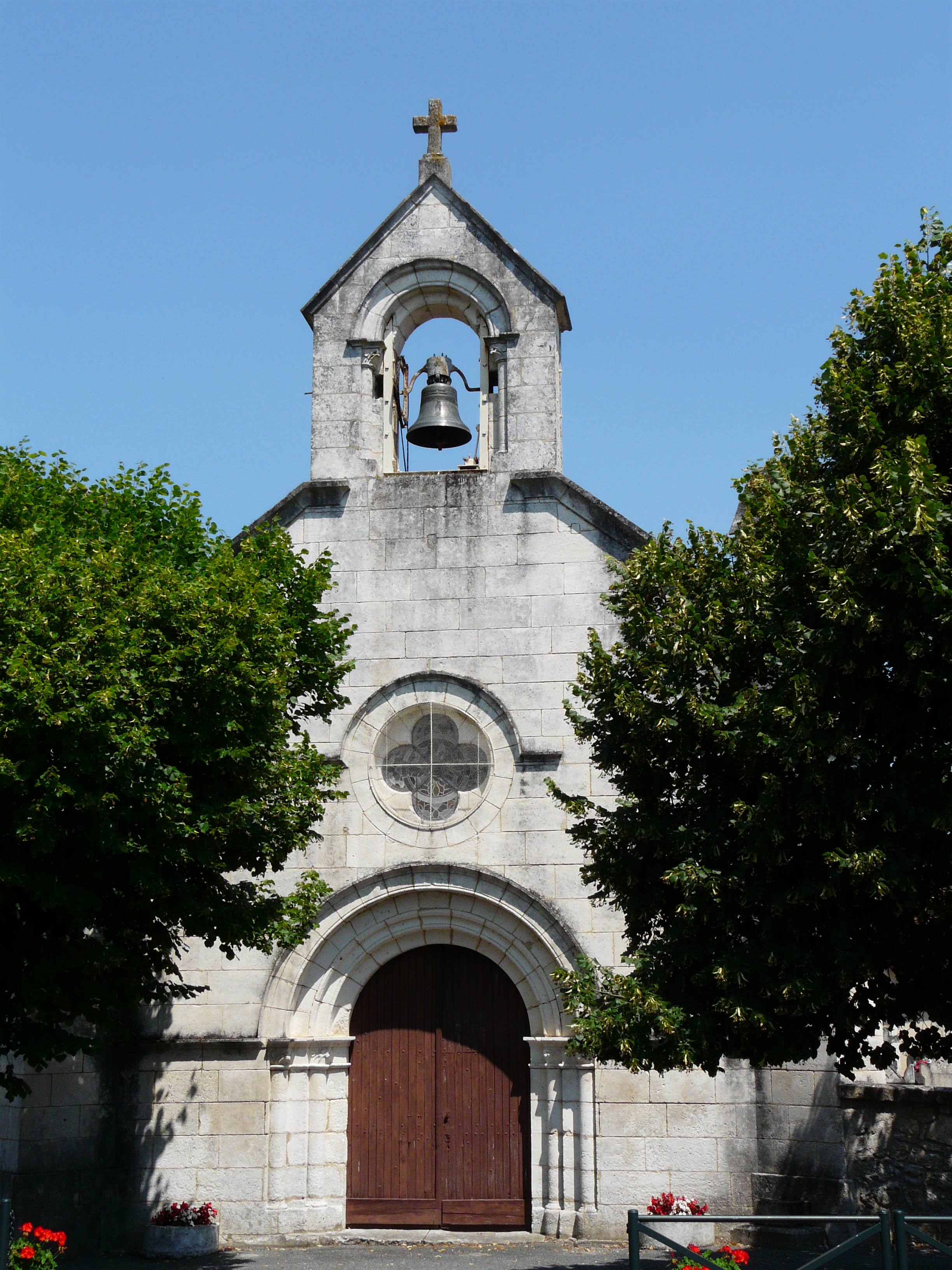
Sa façade occidentale.
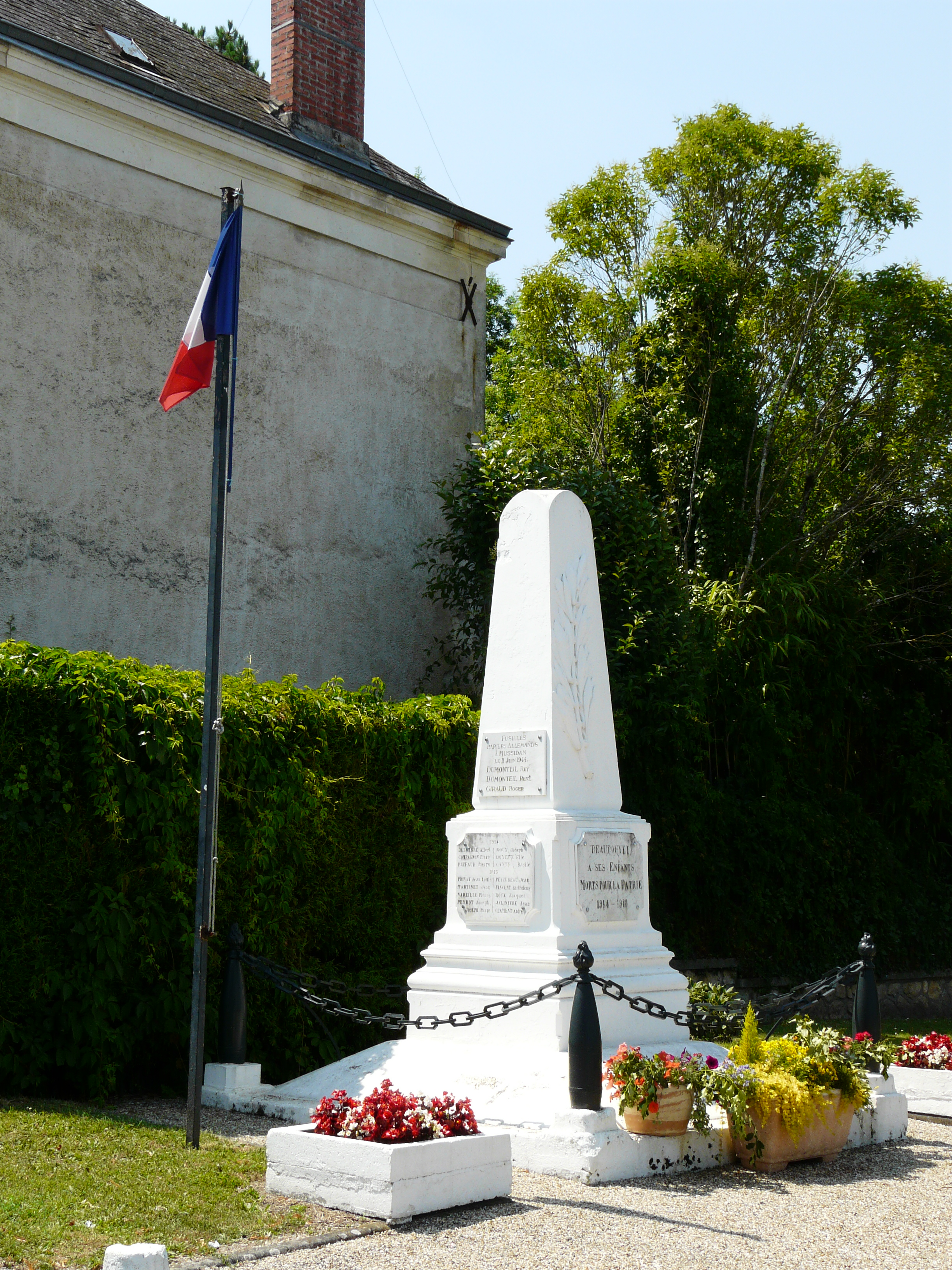
Le monument aux morts.

- Le château de Fournils est implanté à Saint-Laurent-des-Hommes et une partie de son parc se trouve sur Beaupouyet[Note 6],[74].

### Héraldique
| Blason de Beaupouyet | Blason  | Écartelé, au premier palé de gueules et d’argent, au deuxième de gueules à trois vaches d’or mal ordonnées, au troisième de gueules plain, au quatrième palé d’or et de gueules, le tout sommé d'un chef d’azur à sept tours accolées d’or couvertes d’argent, ouvertes, ajourées et maçonnées de sable, de hauteurs décroissantes du centre vers les flancs ; sur le tout, brochant sur le chef et les deux premiers quartiers, d’or à la fleur de lis de sable. |
| Blason de Beaupouyet | Détails | Le statut officiel du blason reste à déterminer. |

## Pour approfondir